# Subregió de Bursa
La subregió de Bursa (TR41) és una de les 26 subregions estadístiques de Turquia.

## Regions de tercer grau (províncies)
- Província de Bursa (TR411)
- Província d'Eskişehir (TR412)
- Província de Bilecik (TR413)